# 観音塘駅
観音塘駅（かんいんとうえき）は、中華人民共和国浙江省杭州市上城区解放東路と東業路の交差点に位置する杭州地下鉄7号線と9号線の駅。

## 歴史
- 2022年4月1日：開業[1]。

## 駅構造
島式ホーム2面4線を有する地下駅である。内側の2線を9号線、外側の2線を7号線が使用する構造となっており、両路線は同一方向での対面乗換が可能となっている。9号線の駅西側には両渡り線が、東側には片渡り線が設置されている。
7号線の列車と比べ9号線の列車は短いことから、9号線のホームの一部はガラス壁で遮蔽されている。

### のりば
案内上ののりば番号は設定されていない。
| 路線    | 方向 | 行先                             |
| ------- | ---- | -------------------------------- |
| ■ 7号線 | 下り | 呉山広場方面                     |
| ■ 9号線 | -    | 降車ホーム                       |
| ■ 9号線 | 上り | 客運中心・臨平南高鉄站・竜安方面 |
| ■ 7号線 | 上り | 蕭山国際機場・江東二路方面       |

（出典：杭州地下鉄:站内空间示意图）

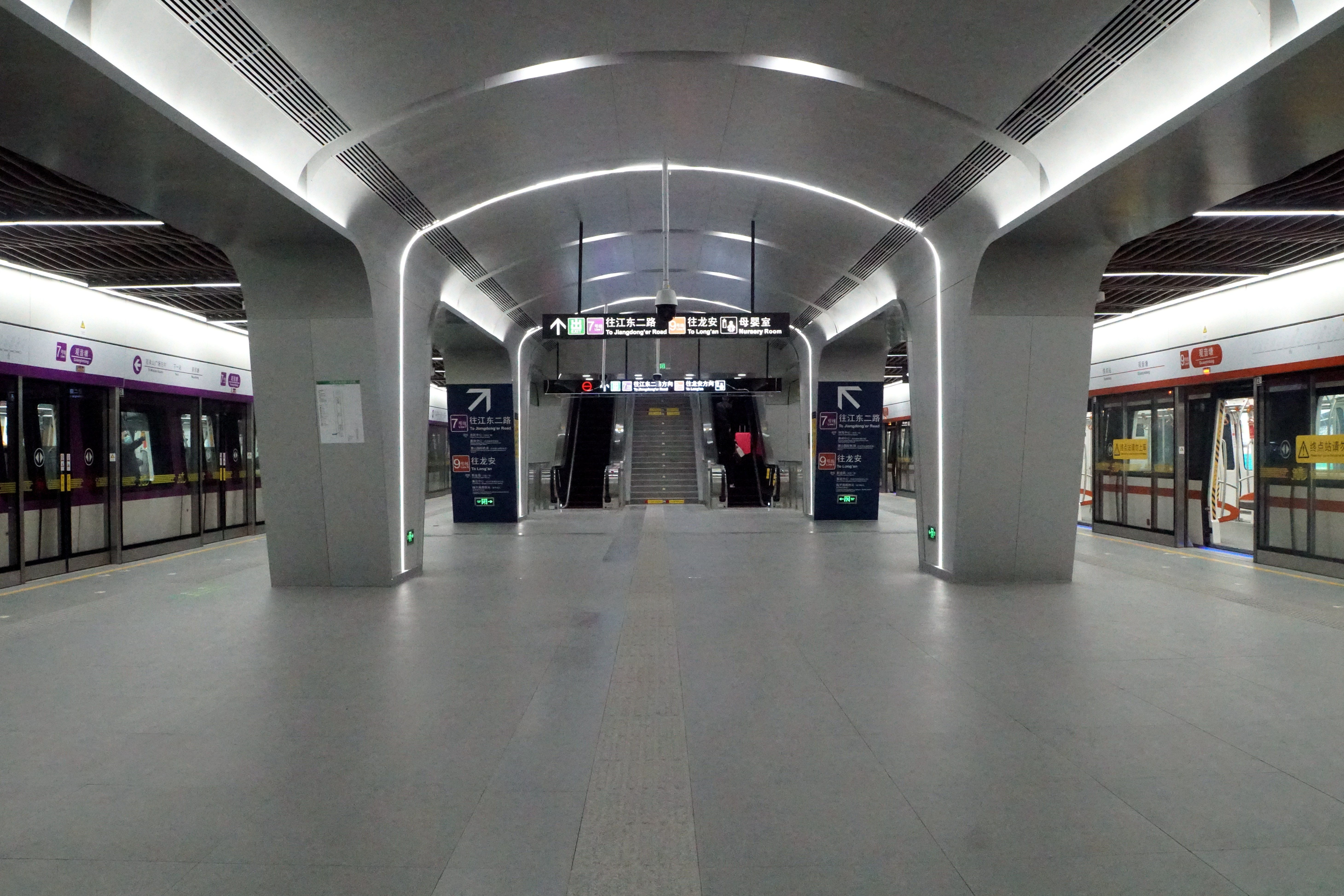
1・3番線ホーム
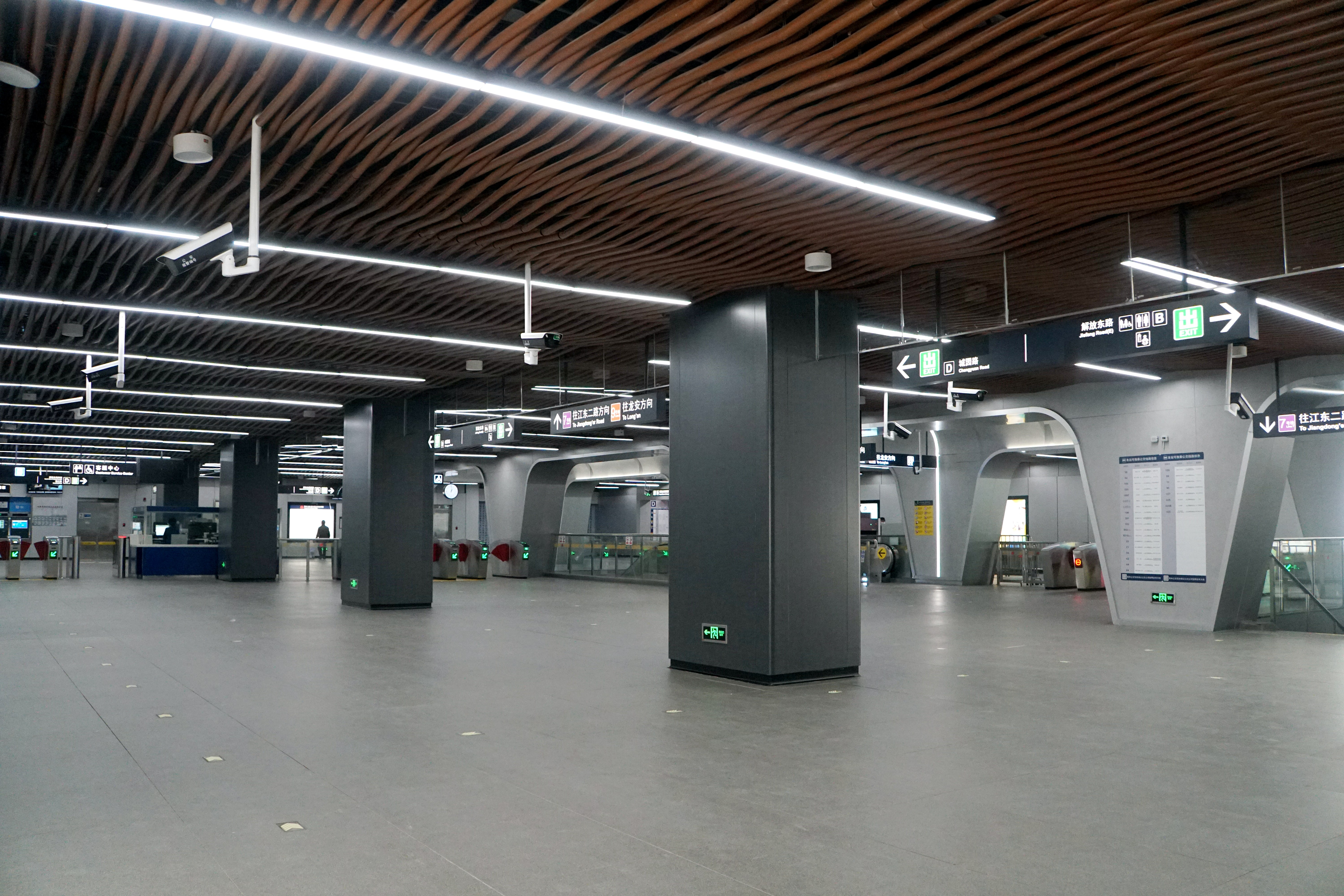
コンコース
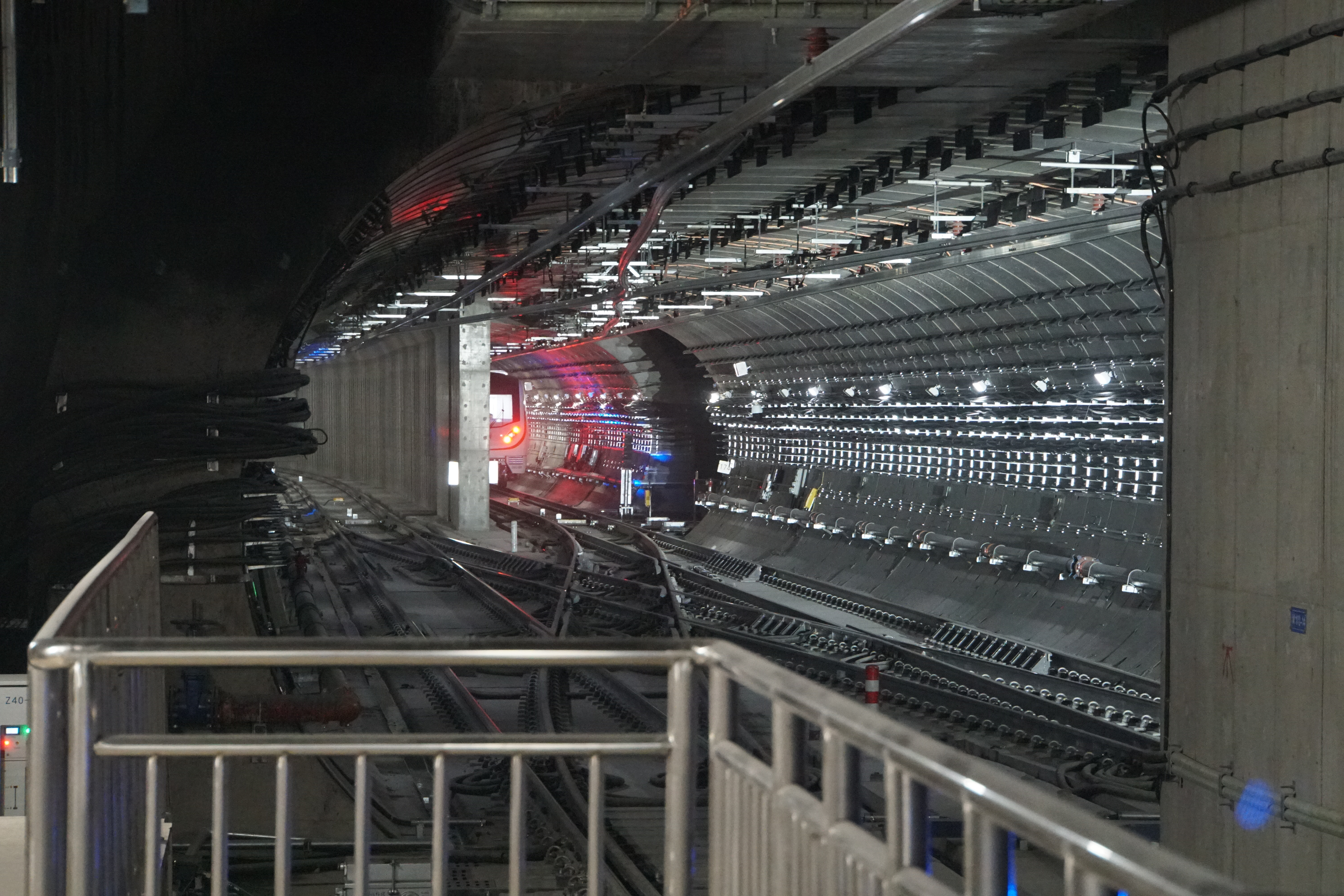
9号線の両渡り線
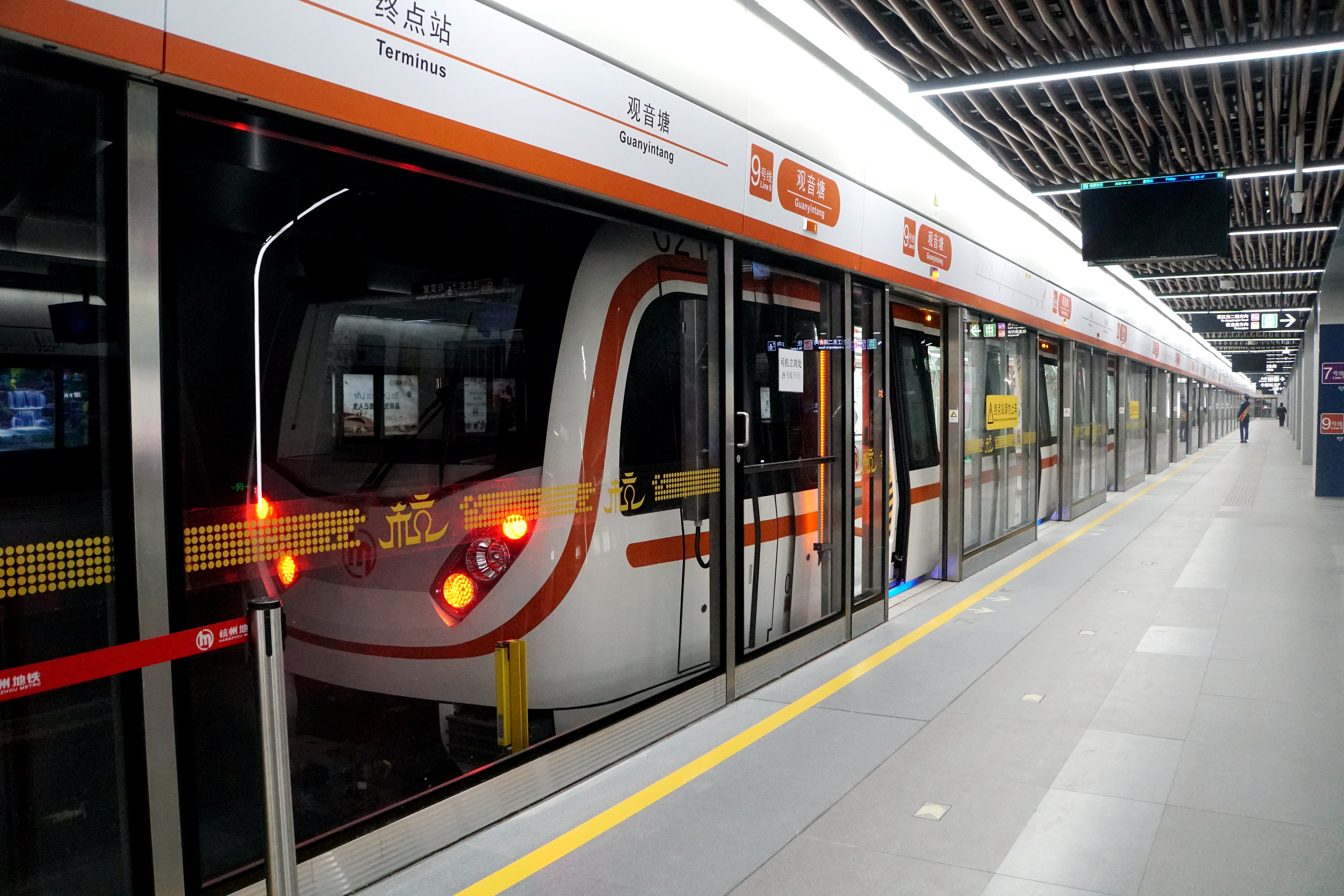
9号線ホームの未使用部分

## 駅周辺
- 杭州銀行（中国語版）本社
- 新意法女装ビル
- 温州銀行（中国語版）
- 浙江農信ビル
- 中紡中心服装城
- 常青苑
- 常青公寓
- 杭州市浜江第一小学
- 観音塘小区

## 隣の駅
■ 7号線
莫邪塘駅 - 観音塘駅 - 市民中心駅
■ 9号線
観音塘駅 - 新業路駅